# Phegopteris koreana
Phegopteris koreana är en kärrbräkenväxtart som beskrevs av B.Y.Sun och C.H.Kim. Phegopteris koreana ingår i släktet Phegopteris och familjen Thelypteridaceae. Inga underarter finns listade.